# لکس یولیا و پاپیا

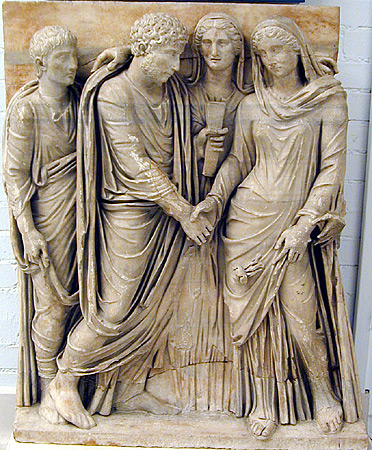
نقش برجسته مراسم ازدواج رومی را نشان می‌دهد. موزه کاپودیمونته

لکس یولیا و پاپیا (انگلیسی: Lex Iulia et Papia) یک اصطلاح برای مجموع دو قانون لکس یولیا در مورد احکام ازدواج و لکس پاپیا پوپیا‏ است که در زمان نخستین امپراتور روم، آگوستوس پیشنهاد شدند. لکس پاپیا پوپیا که در ۹ میلادی تصویب شد، اصلاح و تکمیل قوانین قبلی در مورد احکام ازدواج است که در ۱۸ پیش از میلاد معرفی شده بود. این دو قانون معمولاً به این معنا متمایز می‌شوند که در قانون اول ازدواج و در قانون دوم بچه‌دار شدن تشویق می‌شد. اصل متون این دو قانون باقی نمانده‌است. منابع اطلاعاتی دربارهٔ قوانین ازدواج در دوره امپراتوری آگوستوس، گزیده‌هایی از نوشته‌های حقوقدانان رومی موجود در دیژست و همچنین اسناد تاریخی است. این اقدامات قانونی، اولین نمونه واضح از تلاش برای تأثیرگذاری قانونی بر ترکیب کمی و کیفی جمعیت است. هدف آگوستوس نه تنها افزایش جمعیت عمومی، بلکه تحریک رشد جمعیت در گروه‌های اجتماعی خاصی بود که افزایش کمی آنها در اقتدار مرکزی دولت روم مفید دانسته می‌شد. در احکام ازدواج آگوستوس یک زن یا مرد مجرد نمی‌توانست ارث را تصرف کند مگر اینکه در مدت معینی ازدواج می‌کرد. در غیر این صورت، ارث به دولت منتقل می‌شد. از دیگر قوانین مربوط، حق سه فرزند بود که به شهروندان زن و مرد رومی که حداقل سه فرزند داشتند، اعطا می‌شد. این امتیازها شامل معافیت از برخی مالیات‌ها و توانایی تصدی برخی مناصب دولتی می‌شد. این قوانین همچنین محدودیت‌های بیشتری را در مورد اینکه چه کسی می‌تواند با چه کسی ازدواج کند اعمال می‌کرد که هدف آن تضمین تداوم جمعیت «بومی» روم و تقویت سلسله مراتب اجتماعی بود. طبق قانون، مردان رومی از طبقه سناتوری یا سوارکاران (دو طبقه عالی در روم) که بین ۲۵ تا ۶۰ سال سن داشتند، باید با زنانی با موقعیت اجتماعی مناسب ازدواج می‌کردند و پس از ازدواج، آنها باید در مدت زمان معینی صاحب فرزند می‌شدند.
شواهد کمی در مورد اینکه آیا این قوانین در افزایش نرخ زاد و ولد موفق بودند یا خیر، وجود دارد. مجازات تجرد در زمان کنستانتین بزرگ از بین رفت و بیشتر آنها بعداً توسط امپراتوران بعدی به‌طور رسمی لغو شدند، به نحوی که در زمان امپراتوری ژوستینین یکم (دوره امپراتوری ۵۲۷–۵۶۵ میلادی) فقط اندکی از این قوانین باقی مانده بود.

## تعریف

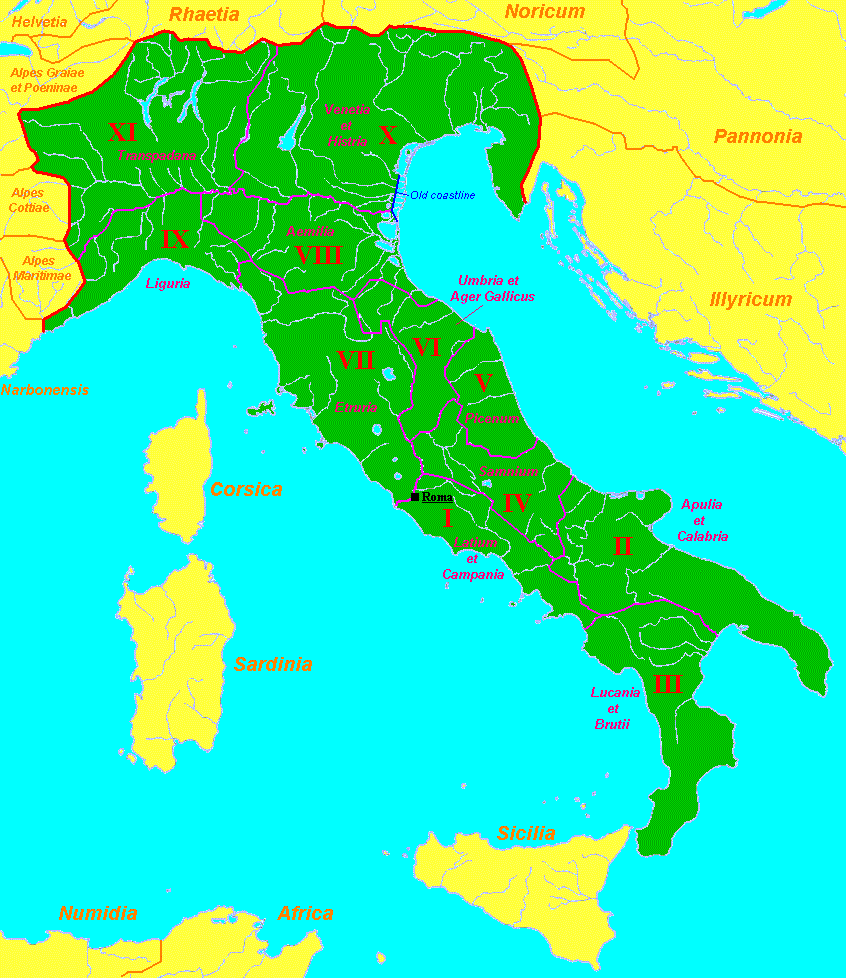
استان ایتالیای رومی با تقسیمات آگوستوس

لکس یولیا و پاپیا یک اصطلاح برای مجموع دو قانون لکس یولیا در مورد احکام ازدواج و لکس پاپیا پوپیا‏ در زمان امپراتوری آگوستوس است. لکس پاپیا پوپیا که در ۹ میلادی تصویب شد، اصلاح و تکمیل قوانین لگس یولیای در مورد احکام ازدواج است که در ۱۸ پیش از میلاد معرفی شده بود و از این رو عنوان لکس یولیا و پاپیا به وجود آمد که توسط آن اغلب به مجموع این دو قانون اشاره می‌شود. مفسران امروزی این دو قانون را یکی می‌دانند.
لکس یولیا در مورد احکام ازدواج (۱۸ پیش از میلاد): قانونی بود که آگوستوس در آن مردان رومی با سن و گروه اجتماعی خاص را مجبور به ازدواج می‌کرد. این قانون با مجازات‌های جدی برای کسانی که آن را زیر پا گذاشتند همراه بود. مردانی که رعایت نمی‌کردند ممکن است با جریمه‌های سنگین، از دست دادن برخی از امتیازات و در موارد شدید، از شهروندی رومی خود محروم شوند. با این حال، چند نکته مهم وجود دارد. این قانون برای همه مردان در روم اعمال نمی‌شد، و حتی برای کسانی که این قانون را انجام می‌دادند، نقاط ضعف و استثناهای زیادی وجود داشت. علاوه بر این، قانون همیشه به شدت اجرا نمی‌شد و علیرغم مجازات‌های سخت‌گیرانه، در واقعیت، مردان بیشتر احتمال داشت با عواقب سبکی روبرو شوند.
لکس پاپیا پوپیا (۹ پس از میلاد): معمولاً به عنوان بخشی جدایی‌ناپذیر از قوانین یولیان آگوستوس دیده می‌شود. این قانون صراحتاً فرزندآوری را — در چارچوب ازدواج قانونی — ترویج می‌کرد، بنابراین نسبت به اشخاص مجرد نیز تبعیض قائل می‌شد. این قانون توسط دو کنسول رومی — بالاترین مناصب منتخب مردم در دولت آن زمان — مارکوس پاپیوس موتیلوس و کوئینتوس پوپیوس سکوندوس، پیشنهاد شد. با اینکه هدف این قانون تشویق و حمایت بیشتر از ازدواج بود، اما هیچ‌یک از کنسول‌ها، مارکوس پاپیوس موتیلوس و کوئینتوس پوپیوس سکوندوس، هیچ‌گاه ازدواج نکردند.
این دو قانون معمولاً به این معنا متمایز می‌شوند که در قانون اول ازدواج و در قانون دوم، بچه‌دار شدن تشویق می‌شود.

## منبع‌شناسی
منابع اطلاعاتی دربارهٔ قوانین ازدواج در دوره امپراتوری آگوستوس گزیده‌هایی از نوشته‌های حقوقدانان موجود در دیژست و همچنین اسناد تاریخی است. فقط مقالات پراکنده و چند کتیبه و پاپیروس به این قوانین اشاره می‌کنند، اصل متون قوانین باقی نمانده‌است. بیشترین آگاهی از احکام قانون ازدواج از نوشته‌های حقوقدانان به دست می‌آید و بسیاری از آثار آنها از قانون ازدواج آگوستوس به عنوان «لکس یولیا و پاپیا» یاد می‌کنند. حقوق‌دان‌های روم باستان بر قوانین ازدواج آگوستوس تفسیرهای فراوانی ارائه کرده‌اند که بخش‌های قابل‌توجهی از آن‌ها در دیژست (نخستین مجموعه قوانین روم گردآوری شده در۵۲۹ میلادی) محفوظ است: گایوس ماریوس ۱۵ کتاب، اولپیان ۲۰ و پائولوس کاسترنسیس حداقل ۱۰ کتاب در مورد این قوانین نوشتند. اساسنامه مشترک در اصل شامل حداقل سی و پنج تبصره بود، اما اکنون تنها چندین تبصره برای ما شناخته شده‌است و به‌طور دقیق مشخص نیست که هر یک از تبصره‌ها به کدام یک از دو قانون مجزایی که تحت عنوان «لکس یولیا و پاپیا» با یکدیگر ترکیب شده‌اند، تعلق دارند.

## پیش زمینه

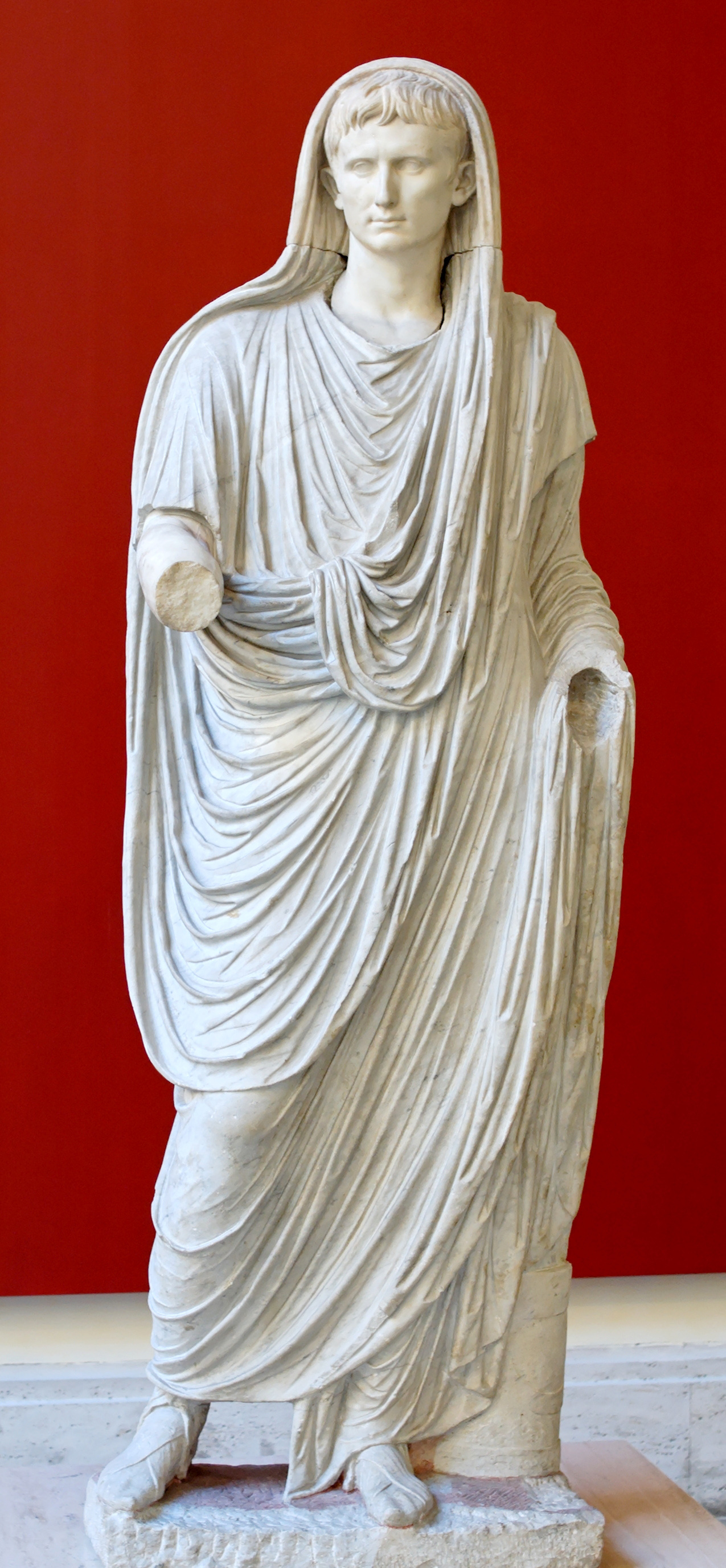
تندیس نخستین امپراتور روم، آگوستوس در نقش بالاترین منصب دینی دین رومی

در اواخر جمهوری، جنگ‌های داخلی به تغییراتی در هر سطحی از جامعه روم منجر شد. آگوستوس در دورهٔ اول امپراتوری روم صلح را برقرار کرد و زندگی مذهبی روم را به طرز ماهرانه ای دگرگون یا در ایدئولوژی جدید امپراتوری، آن را بازسازی کرد. تحت حکومت نخستین امپراتور روم، آگوستوس، کارزاری عمدی برای بازگرداندن نظام‌های اعتقادی پیشین در میان جمعیت روم وجود داشت. این عقاید و آرمان‌ها که زمان‌های قدیم وجود داشتند تا آن زمان فرسوده و با بدبینی مواجه شده بودند. امپراتوری بر بزرگداشت مردان بزرگ و رویدادهایی که به مفهوم و عمل پادشاهی الهی منعطف می‌شد، تأکید داشت. امپراتوران پس از آگوستوس متعاقباً منصب بالاترین منصب دینی دین رومی را بر عهده داشتند که هر دو برتری سیاسی و مذهبی را تحت یک عنوان ترکیب می‌کرد. او به ارزش‌های اجدادی مانند تک‌همسری، عفت و تقوا (فضیلت) معتقد بود؛ بنابراین، او تعدادی اصلاحات اخلاقی و سیاسی را به منظور بهبود جامعه روم و تدوین یک حکومت و سبک زندگی جدید رومی ارائه کرد. اساس هر یک از این اصلاحات احیای دین سنتی روم در کشور بود.
در سال ۱۸ قبل از میلاد، امپراتور آگوستوس توجه خود را به مشکلات اجتماعی در امپراتوری روم معطوف کرد. اسراف و زنا بسیار گسترده بود. در میان طبقات بالا، ازدواج به‌طور فزاینده ای نادر بود و بسیاری از زوج‌ها ازدواج می‌کردند اما بچه‌دار نمی‌شدند. آگوستوس که امیدوار بود از این طریق اخلاق و هم تعداد طبقات بالا را در روم بالا ببرد، و جمعیت بومی‌های روم را نسبت به غیربومیان افزایش دهد، برای تشویق فرزندآوری، مشوق‌هایی برای ازدواج و تنبیه‌هایی بر پرهیز جنسی داوطلبانه ارائه کرد. از نظر رهبران رومی ازدواج به دلیل فرزندانی که از آن به وجود می‌آمد، به‌ویژه فرزندان پسر، برای امنیت دولت ضروری می‌دانستند. همسران تشویق می‌شدند که تسلیم شوهران خود شوند و نقش مناسب آنها تولید مثل بود. آگوستوس «قانون سه پسر» را وضع کرد که موقعیت اجتماعی مردانی را که پدر سه (یا بیشتر) فرزند پسر بودند، ارتقا داد.

به گفته لیوی، در ۱۷ پ.م. آگوستوس این سخنرانی را در مجلس سنا در حمایت از قانون خود در تشویق ازدواج و فرزندآوری خواند. 
اگر می‌توانستیم بدون همسر زنده بمانیم، شهروندان روم، همهٔ ما بدون چنین مزاحمتی زندگی می‌کردیم؛ اما از آنجایی که طبیعت چنان حکم کرده‌است که نمی‌توانیم بدون آنان کارمان را از پیش ببریم، و بدون آنها به هیچ وجه نمی‌توانیم به حیات ادامه دهیم، باید برای بقایٍ پایدارمان برنامه‌ریزی کنیم، نه برای لذت موقتمان.

شواهد زیادی در مورد وضعیت جمعیتی در دولت روم حفظ نشده‌است، در حالی که همه اطلاعات باقی مانده از دوره جمهوری روم نشاندهنده مرگ و میر بالا و میانگین امید به زندگی بین ۲۸ تا ۳۰ سال هستند. میانگین سن ازدواج ۱۴ تا ۱۷ سال بود که گاهی زنان در ۱۲ تا ۱۳ سالگی نیز ازدواج می‌کردند. نرخ زاد و ولد با ویژگی‌های یک جامعه کشاورزی مطابقت داشت و به‌طور کلی در عموم مردم بسیار بالا — احتمالاً ۴ فرزند — در هر خانواده بود. با این حال در اواخر جمهوری اشاره به بحران کمبود جمعیت در آثار ادبی باقی مانده‌است: پولیبیوس (حدود ۲۰۵–۱۲۵ پ. م) در مورد بحران‌های استان روم یونان نوشت: 
شهرها خالی از سکنه شده، سطح تولید محصولات کشاورزی پایین آمده، اگرچه ما نه جنگ‌های مداوم داشتیم و نه وحشت طاعون. <…> واقعیت این است که مردم بدتر شده‌اند، متکبر شده‌اند، طمع کار و غرق نعمت، نمی‌خواهند ازدواج کنند و اگر ازدواج کنند، آنها نمی‌خواهند بیش از یک یا دو فرزند داشته باشند، تا ثروت تقسیم نشود و آنها را از این طریق ثروتمند بگذارند و کودکان را در تجمل بزرگ کنند …
 تجزیه و تحلیل اسکلت‌های زنانه در هرکولانیوم نشان می‌دهد که میانگین تعداد فرزندان متولد شده از زنان اشراف کمتر از دو بچه بوده‌است و این یافته‌ها شواهد حکایتی مربوط به این دوران را نشان می‌دهد که خانواده‌های کوچک یا بی فرزندی رواج داشتند. طبقات بالا خانواده‌های خود را به دلیل خطرات ذاتی زایمان محدود می‌کردند. تعداد فرزندان مورد نیاز هر زن برای ثابت نگه داشتن جمعیت روم باستان در آن دوران بین شش تا نه برآورد شده‌است. دو دلیل اصلی برای این تعداد زیاد وجود دارد. یک زن تقریباً یک در پنجاه احتمال مرگ در زایمان را داشت که هر بار که زایمان می‌کرد این خطر بیشتر می‌شد و منجر به مرگ‌های زودهنگام بسیاری می‌شد. میزان مرگ و میر کودکان همچنین بسیار بالا بود، با تخمین‌های مختلف درصد مرگ و میر در سال اول خود را در حدود ۳۰٪ قرار می‌دهد، در حالی که حداقل نیمی از تمام کودکان متولد شده تا سن ۱۰ سالگی می‌مردند. با توجه به این ارقام وحشتناک، جای تعجب نیست که آگوستوس نگران جمعیت باشد.
دیوکاسیوس، مورخ اهل آسیای صغیر که از اواسط قرن دوم تا نیمه اول قرن سوم می‌زیست، پیشنهاد قانون ازدواج توسط آگوستوس را با چنان جزئیاتی توصیف می‌کند که نمی‌توان آن را با سایر منابع تاریخی مقایسه کرد. در میان آنها، سخنانی که آگوستوس هنگام پیشنهاد قانون پاپیا پوپیا ایراد کرد، اغلب هنگام بحث در مورد قصد آگوستوس در پیشنهاد قانون ازدواج مورد توجه قرار می‌گیرد. وضعیت در زمان سخنرانی به شرح زیر است: «در سال نه میلادی، در پی پیروزی تیبریوس در بازگشت از یک سفر، شوالیه‌ها از آگوستوس خواستند قانون ازدواج را لغو کند. در پاسخ، آگوستوس افراد مجرد و متأهل و دارای فرزندان را به‌طور جداگانه در انجمن جمع کرده و سخنرانی کرد. در سخنرانی وی از افراد متأهل و دارای فرزند به عنوان کمک به شکوفایی روم تقدیر شد زیرا آنها در پرورش فرزندان و افزایش جمعیت مشارکت داشتند. از سوی دیگر، عنوان کرد مجردان متهم هستند که علیرغم تلاش‌های آگوستوس برای افزایش جمعیت، وظایف مدنی خود را رها کرده و روم را به سمت ویرانی سوق داده‌اند. آگوستوس حتی استدلال می‌کرد که اگر آنها هیچ فرزندی نداشته باشند، نام رومی به زودی وجود نخواهد داشت و روم به دست یونانیان و بربرها می‌افتد.»
به گفته آگوستوس، سنای روم موافق اقدامات او برای اصلاحات اجتماعی بود، اما مخالفت قابل توجهی با قانون ازدواج وجود داشت. این واقعیت که این قوانین بعداً در سال ۹ توسط لکس پاپیا پوپیا اصلاح شد، نشان می‌دهد که به ویژه سوارکاران با اصلاحات آگوستوس مخالف بودند. تاریخ و روش دقیق برای تصویب این قوانین هنوز مشخص نشده‌است؛ بنابراین، پژوهشگر مطالعات کلاسیک، جورج لانگ با اشاره به متن برخی از نویسندگان معاصر آن دوره می‌نویسد که «اولین تلاش برای تصویب قانون لکس یولیا و پاپیا، در ۱۸ قبل از میلاد انجام شد. با این حال، این قانون بیش از حد سختگیرانه بود و مورد پسند سنای روم واقع نشد و در در آن زمان توسط قانونگذاران رد شد و به تصویب نرسید. در تلاش دوم قانونی که امروزه برای ما به عنوان لکس یولیا و پاپیا شناخته می‌شود، به تصویب رسید.»

## اهداف
تئوری‌های متعددی در مورد هدف آگوستوس از تصویب قانون ازدواج مطرح شده‌است. عمده تئوری‌ها شامل موارد زیر هستند:
1. اصلاح اخلاقی در طبقات بالا
2. رشد جمعیت
3. ثبات وراثت
4. تثبیت جمعیت و وضعیت شهروندان رومی به عنوان حاکمان امپراتوری[۴]

این اقدامات قانونی، اولین نمونه واضح از تلاش برای تأثیرگذاری قانونی بر ترکیب کمی و کیفی جمعیت است. هدف آگوستوس نه تنها افزایش جمعیت عمومی، بلکه تحریک رشد جمعیت در
گروه‌های اجتماعی خاصی بود که افزایش کمی آنها در اقتدار مرکزی دولت روم مفید دانسته می‌شد. نظر می‌رسد که عمدتاً این قانون با هدف تثبیت خانواده رومی و بافت اجتماعی آن با هدف تولید فرزندان بوده‌است. آگوستوس، در دستاوردهای خود، قوانین خود را به سعادت فرزندان و رشد جمعیت مدنی مرتبط می‌کند. از اینجا می‌توان دریافت که خود آگوستوس و معاصرانش قانون ازدواج را با افزایش جمعیت شهروندان رومی به‌طور کلی مرتبط می‌دانستند.
مورخ و باستان‌شناس بریتانیایی اندرو والاس هادریل عقیده دارد: «آگوستوس می‌خواست حس وحدت و هویتی را ایجاد کند که در یک جامعه بی‌ثبات بسیار ارزشمند بود.» دیدگاه آگوستوس مبنی بر اینکه زنا یک نگرانی عمومی است، تغییر قابل توجهی از سنت رومی در مورد احترام به حریم خصوصی روابط زناشویی و حق پاتر فامیلیاس برای کنترل امور در خانه بود.
هدف دیگر آن تضمین تداوم جمعیت «بومی» روم و تقویت سلسله مراتب اجتماعی بود. طبق قانون، مردان رومی از طبقه سناتوری یا سوارکاری (دو طبقه عالی در روم) که بین ۲۵ تا ۶۰ سال سن داشتند، باید با زنانی با موقعیت اجتماعی مناسب ازدواج می‌کردند. پس از ازدواج، آنها باید در مدت زمان معینی صاحب فرزند می‌شدند.
در ابتدا اجرای قانون ازدواج به ایتالیای رومی محدود می‌شد، آگوستوس هیچ قصدی برای اعمال مقررات قانون ازدواج در استان‌های روم، مناطق اداری روم باستان خارج از ایتالیای روم نداشت. آگوستوس این قوانین را در مورد ازدواج برای شهروندان رومی و شهروندان بالقوه ساکن در شهر رم و ایتالیای رومی وضع کرد. آنچه در مورد موضوع‌های قانون ازدواج مهم بود، محدود بودن آن از نظر جغرافیایی است اما امپراتوران بعدی کاربرد آن را گسترش دادند و اجرای این قوانین استان‌های روم را نیز دربر گرفت.

## قوانین

### احکام ازدواج

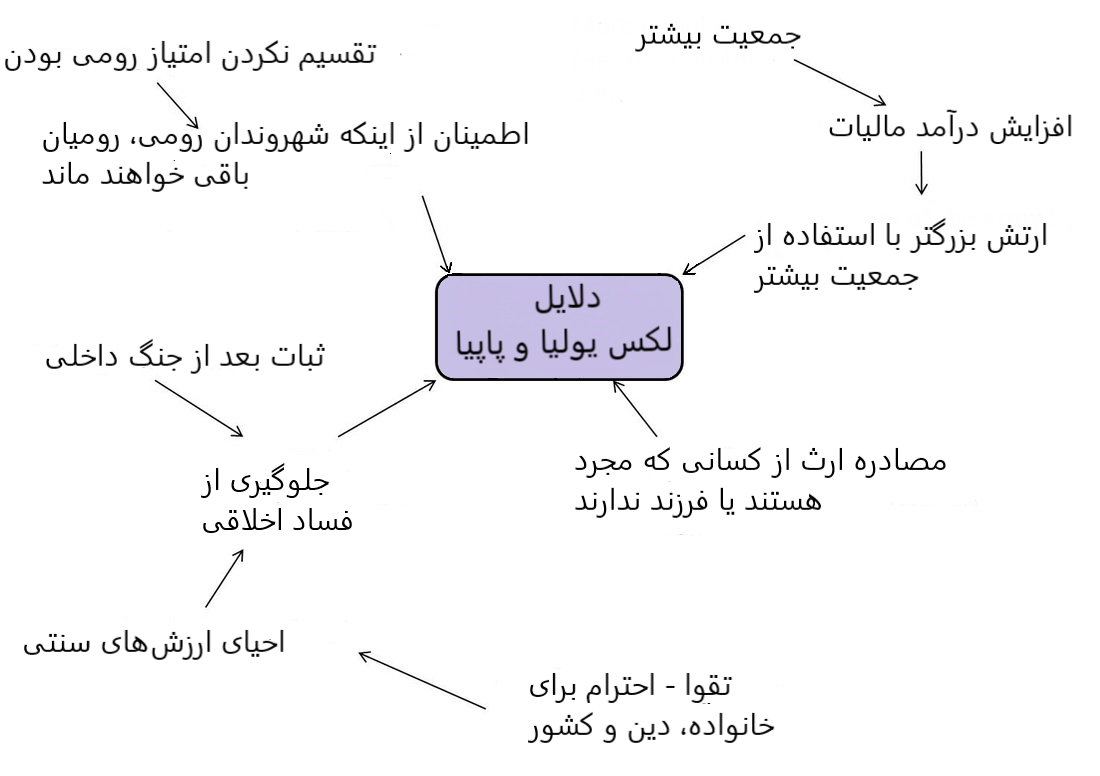
دلایل لکس یولیا و پاپیا

یک مرد در هر زمان فقط می‌توانست یک زن قانونی داشته باشد. مردان مجرد بالای ۲۵ سال و زنان مجرد بالای ۲۰ سال با مالیات ویژه مورد تنبیه قرار می‌گرفتند و نمی‌توانستند از بستگان خود ارث ببرند. یک زن یا مرد مجرد نمی‌توانست ارث را تصرف کند مگر اینکه در مدت معینی ازدواج کند. در غیر این صورت، ارث به دولت منتقل می‌شد. زنان بیوه (زیر پنجاه سال) اگر در مدت زمان معین ازدواج مجدد نمی‌کردند، آنچه را که شوهر مرحومشان برایشان گذاشته بود از دست می‌دهند. اجرای این قانون برای مردان در شصت سالگی و برای زنان در پنجاه سالگی به پایان می‌رسید. قانون روم فرض می‌کرد که زن تا سن پنجاه سالگی هنوز می‌تواند بچه‌دار شود.
آگوستوس افراد مجرد را از شرکت در جشنواره‌های عمومی منع کرد و همچنین قوانینی را به نفع افراد متأهل در مراسم، برای نمونه قرار گرفتن در جایگاهی برتر در تئاتر نسبت به افراد مجرد وضع کرد.
از آنجائیکه پس از تصویب قانون ازدواج، نامزدی مردان با دختران زیر سن قانونی به منظور اجتناب از مالیات بر مردان مجرد یا مشکلات قانونی ناشی از ازدواج نکردن، رواج پیدا کرد. حداقل سن برای نامزدی زنان ده سال تعیین شد. ازدواج باید در عرض دو سال پس از نامزدی انجام می‌شد. دوازده سالگی به عنوان سن رسمی بلوغ زنان تعیین شد.
در قوانین اول به زنان یک سال و بعداً در اصلاح و تکمیل قانون دو سال، از مرگ شوهر فرصت داده می‌شد تا قبل از اینکه مشمول مجازات شوند، دوباره ازدواج کنند همین‌طور به زنان طلاق گرفته ابتدا شش ماه و در تصحیح قانون هجده ماه فرصت داده شد تا دوباره ازدواج کنند.

#### جلوگیری از دور زدن قانون ازدواج
مردان برای اینکه بتوانند ازدواج خود را برای چندین سال به تعویق بیاندازند اما از نظر ظاهری به عنوان شوهر طبقه‌بندی شوند با دختران شیرخوار نامزد می‌کردند به همین دلیل نامزدی زودهنگام در قانون ممنوع شد. طبق قانون جدید بین نامزدی و ازدواج نباید بیش از دو سال فاصله وجود داشته باشد. از آنجایی که تصور می‌شد دختران در سن ۱۲ سالگی قابل ازدواج هستند، بنابراین تا زمانی که دختر ۱۰ ساله نشده بود، نامزدی انجام نمی‌شد.
وقتی [آگوستوس] متوجه شد که این قانون با نامزدی‌های زودهنگام و طلاق‌های مکرر دور زده می‌شود، برای نامزدی و ازدواج مهلت تعیین کرد و ترمز طلاق را گرفت.

### احکام فرزندآوری
در حالی که حکم ازدواج در سال ۱۸ پیش از میلاد فقط برای مردان طبقه بالا اعمال می‌شد، قوانین جدید همه را تحت تأثیر قرار داد. در سال ۹ پس از میلاد آگوستوس با ارائه مشوق‌های مالی و قانونی مختلف به هر کسی که ازدواج کرده و صاحب فرزند می‌شود، رویکرد تشویقی به جای تنبیهی را در پیش گرفت. هر چند همهٔ قوانین فرزندآوری تشویقی نبودند و کسانی که متأهل بودند اما صاحب فرزند نداشتند، از امتیازات قانونی مشابه با کسانی که صاحب فرزند شدند، برخوردار نبودند. اگر مردان رومی ازدواج نمی‌کردند یا بچه دار نمی‌شدند، ارث خود را از دست می‌دادند در مقابل رومی‌ها متأهل و دارای فرزند می‌توانستند از خارج از خانواده خود ارث ببرند همچنین متاهل‌های دارای فرزند در دعواهای حقوقی در اولویت قرار می‌گرفتند و در تخصیص منابع عمومی از امتیازات ویژه ای برخوردار بودند.
حق سه فرزند امتیازی بود که به شهروندان زن و مرد رومی که حداقل سه فرزند داشتند یا آزادگان روم باستان (برده‌های آزاد شده) از هر دو جنس که حداقل چهار فرزند داشتند اعطا می‌شد. این امیتازها شامل معافیت از برخی مالیات‌ها و توانایی تصدی برخی مناصب دولتی می‌شد. برای نمونه شهروندان مرد رومی که واجد شرایط «حق سه فرزند» بودند، از پرداخت برخی مالیات‌ها معاف بودند و می‌توانستند مناصب دولتی خاصی را داشته باشند که در دسترس شهروندان بدون فرزند نبود. همچنین این مردان از انجام مونرا (خدمات اجباری عام‌المنفعه) معاف می‌شدند. زنان دارای «حق سه فرزند» نیز از  قیمومت مردان خارج می‌شدند و می‌توانستند ارث دریافت کنند و مستقل به اداره زندگی خود بپردازند. لکس یولیا و پاپیا در سال ۹ بر برده‌های آزادشده روم باستان (آزادگان) متمرکز بود تا گروه‌های طبقه سناتوری و سوارکاران، و به آنها انگیزه‌هایی برای داشتن سه یا تعداد بیشتری فرزند ارائه می‌کرد. تا قبل از اجرای این قانون آزادگان ثروتمند موظف بودند سهم بزرگی از دارایی خود را که از ارث به دست می‌آورند به حامی خود بسپارند، اما اگر آزاده یک فرزند داشت حامی، فقط نیمی از ارث را دریافت می‌کرد اگر آزاده دو فرزند داشت یک سوم و اگر متوفی سه فرزند داشت، حامی از گرفتن هر گونه میراث اجباری منع می‌شد. به کسانی که متأهل بودند اما فرزند نداشتند اجازه داده می‌شد تا نیمی از ارث همسر را دریافت کنند.
در نتیجه لکس یولیا و پاپیا، تغییراتی در مقررات مربوط به سرپرستی زنان ایجاد شد: قبل از این قانون، باکره‌های وستال تنها زنانی بودند که نیازی به داشتن قیم مرد نداشتند و اکنون حق سه فرزند به زنان آزادبه دنیا آمده همان وضعیت وستال‌ها را اهدا می‌کرد. «مادران سه فرزند» از داشتن سرپرست معاف شدند، این زنان دارای این حق مجاز شدند که بیش از حداکثر مقدار مجاز قوانین قبلی ارث ببرند.
ترغیب طبقه سناتوری برای ازدواج و بچه‌دار شدن به صورت افزایش صلاحیت برای تصدی منصب ارائه می‌شد و طبق این قانون، به کنسول‌هایی که بیشترین فرزند را داشتند، مقام ارشد اهدا می‌شد. در نتیجه قوانین آگوستوس، آنهایی که فرزند نداشتند، اساساً از نظر حقوق ارثی از وضعیت حقوقی پایین‌تری برخوردار بودند و حتی می‌توانستند در معرض ضرر در سمت خود قرار بگیرند. حتی یک فرزند مزایای بزرگی را به ارمغان آورد، مانند ارشدیت در مناصب دولتی و حق ارث بردن کل دارایی شریک زندگی، در حالی که سه فرزند پدر را از وظایف عمومی در رم معاف می‌کردند. همچنین کنسولی که تعداد فرزندان بیشتری داشت، کنسول ارشد محسوب می‌شد. اگر تعداد فرزندان هر دو کنسول یکسان بود، کسی که هنوز متأهل باقی مانده و از همسرش جدا نشده بود، ارشد محسوب می‌شد. اگر هر دو متأهل بودند و هر کدام تعداد فرزندان یکسانی داشتند، تنها در این صورت بود که کسی که از نظر زمانی سالمندتر بود ارشد در نظر گرفته می‌شد.

### قوانین محدود کننده ازدواج
این قانون محدودیت‌های بیشتری را در مورد اینکه چه کسی می‌تواند با چه کسی ازدواج کند اعمال می‌کرد. مقامات استانی رومی مجاز به ازدواج با زنان محلی نبودند. اولپیان می‌گوید: «شهروندان مرد رومی با شهروندان زن رومی می‌توانند ازدواج کنند؛ اما ازدواج با غیر شهروندان رومی با لاتین‌ها و پرگرینوس‌ها (اهالی استان‌های روم) تنها در مواردی و با اجازه مجاز است.»ازدواج سناتورها، و فرزندانشان تا نسل چهار با زنان یا مردان آزادگان روم، کسانی که سابقه دستگیری و محکومیت به جرم زنا دارند، بازیگران شامل گلادیاتورها، رقصندگان، نوازندگان یا روسپی‌ها ممنوع بود. فرزندانی که از چنین رابطه و ازدواجی متولد می‌شدند، نامشروع و غیر شهروند بودند و قادر به ارث بردن نبودند. اما مردان رومی مجرد مجاز به داشتن رابطه جنسی آزاد با افراد غیر رومی بودند.
بردگان رومی حق قانونی ازدواج نداشتند. آنها می‌توانستند به عنوان یک خانواده حق ایجاد یک واحد خانوادگی را داشته باشند، اما صاحب برده می‌توانست زوج را جدا کند یا اگر بخواهد یکی را بفروشد. فرزندان متولد شده از این بردگان نیز دارایی ارباب بودند و می‌توانستند فروخته شوند و از والدین خود جدا شوند.

## دیگر احکام مربوط
با قوانین جدیدی که به ابتکار من تصویب شد، بسیاری از شیوه‌های منش نیاکانمان را احیا کردم. اجداد در گذر زمان ناپدید می‌شوند و با این قوانین، اعمالی که باید الگو قرار بگیرند را برای تقلید از اجدادمان به آیندگان منتقل کردم.

### طلاق
قانون یولیا در مورد طرد کردن و طلاق (۱۸ پیش از میلاد). تقریباً در همان زمانی که آگوستوس قانون خود را برای اجبار مردان به ازدواج تصویب کرد، قانون دیگری را معرفی کرد که طلاق را تنظیم می‌کرد. به گفته وی، دادرسی طلاق فقط توسط درخواست شوهر امکان‌پذیر است. از آنجایی که هدف از این قوانین تشویق ازدواج بود، شوهر باید دلیل موجهی برای طلاق ارائه می‌کرد. دلایل طلاق زنا، ناباروری و «سایر تخلفات فاحش وفاداری یا تکلیف زناشویی» بود.
اگر شوهر به دلایلی غیر از زنا می‌خواست زن خود را طلاق دهد، ملزم به استرداد کامل مهریه زن بود. این قانون همچنین دوره انتظار طلاق را در نظر داست. قبل از قطعی شدن طلاق، این زوج باید یک دوره انتظاری ۶ ماهه را پشت سر بگذارند. در این مدت آنها باید سعی می‌کردند آشتی کنند. اگر در این مدت زوجین نمی‌توانستند با هم آشتی کنند، ممکن بود طلاق صورت گیرد. مردان مطلقه می‌توانستند هر چه سریع‌تر ازدواج کنند، اما زنان مطلقه باید حداقل ۶ ماه قبل از انجام همین کار صبر می‌کردند. این قانون همچنین مجازات‌هایی را برای زنانی که خیلی سریع یا بدون مجوز مناسب ازدواج مجدد کردند، در نظر گرفت.

### زنا
لکس یولیا در مورد کنترل زنا (۱۷ پیش از میلاد)، از بین تمام قوانین ازدواج آگوستوس، این افراطی‌ترین قانون بود. آگوستوس زنا را جرم انگاشت و مجازات‌هایی را برای همه کسانی که در روابط خارج از ازدواج شرکت می‌کردند، در نظر گرفت. برخی از این مجازات‌ها بیش از حد سنگین بود. به عنوان مثال، اگر پدری بدون توجه به طبقه اجتماعی یا رتبه هر یک از طرفین، مردی را با دختر خود در هنگام انجام عمل زنا گرفتار می‌کرد، پدر مجاز بود مرد را درجا بکشد حتی پدر مجاز بود در این شرایط دختر خود را نیز بکشد. اما البته نه تنها پدران می‌توانستند در قتل‌ها شرکت کنند بلکه اگر شوهری زنش را با مرد دیگری در حین زنا پیدا می‌کرد، اجازه داشت او را با شرایطی بکشد: اولاً تنها در صورتی مجاز به انجام این کار بود که معشوق مجرم شناخته شده یا برده بود. ثانیاً، تنها در صورتی مجاز به کشتن یک زناکار بود که او و همسرش را در خانه خود بیابد. این قانون می‌گوید که شوهر مجاز است برای یافتن شاهدان برای محاکمه، آن دو را تا ۲۰ ساعت در یک اتاق حبس کند. سپس از او خواسته شد تا با استفاده از شهادت شهود به عنوان مدرک، دادرسی طلاق را آغاز کند و خود به ازدواج مجدد تشویق می‌شدند. اگر شوهر زن خیانتکار خود را طلاق نمی‌داد، به عنوان یک دلال محبت مورد قضاوت قرار می‌گرفت. کشتن یک زن خیانتکار برای یک شوهر یک گزینه نبود و همچنان قتل محسوب می‌شد. اما در قانون آمده بود که در چنین شرایطی باید با شوهر نرمتر رفتار شود. فعالیت جنسی مردان تنها در صورتی زنا بود که با یک شهروند-زن متأهل انجام شود. قانون هر دو طرف درگیر را ملزم به تبعید می‌کرد. آنها به جزایر جداگانه تبعید می‌شدند و اگر دارایی داشتند، در بیشتر موارد مصادره می‌شد.

## پیامد

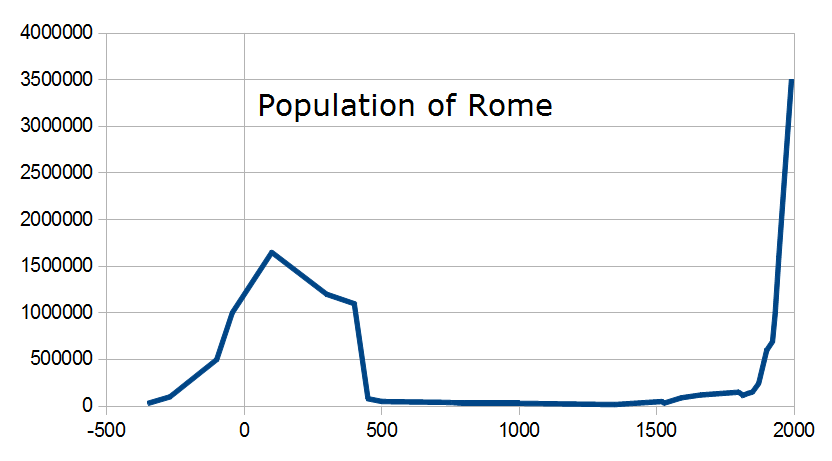
نمودار جمعیت در شهر رم. از پانصد سال پیش از تاریخ تا سال ۲۰۰۰

نمودار جمعیت در ایتالیا. از آغاز سال اول میلادی

این که قوانین و سیاست‌های ازدواج آگوستوس واقعاً چقدر مؤثر بوده‌اند، هنوز مورد بحث است. شواهد کمی در مورد اینکه آیا این قوانین در افزایش نرخ زاد و ولد موفق بودند یا خیر، وجود دارد. گفته می‌شود که آگوستوس دستور داده بود که پرونده دستاوردهای او را بر روی صفحه‌ای برنزی حک کنند و در مقابل مقبره او بگذارند. اگرچه خود صفحه برنزی باقی نمانده‌است، اما کتیبه ای که ثبت دستاوردهای او را نشان می‌دهد در آسیای صغیر یافت شده‌است. این سند آمار جمعیت را در ۲۸ سال پیش از میلاد، ۸ سال پیش از میلاد و ۱۴ میلادی در سرشماری شهروندان رومی نشان می‌دهد که بیانگر این است که این رقم به تدریج در حال افزایش بوده‌است.
اگرچه بسیاری از رومیان برجسته تحت قانون جدید محاکمه، محکوم و مجازات شدند، مورخان باستانی مانند تاریخ‌نگار رومی تاسیتوس گزارش می‌دهند که این قانون در افزایش تعداد ازدواج‌ها یا فرزندان مشروع موفق نبود.
استاد دانشگاه پرینستون ویتنی جنینگز اوتس تعداد جمعیت شهر رُم در دوران حکومت آگوستوس را در حدود ۱٬۲۵۰٬۰۰۰ تخمین می‌زند که در پایان قرن دوم در زمان امپراتوری سپتیمیوس سوروس به ۱٬۰۱۸٬۵۰۰ کاهش یافت که نشان‌دهنده کاهش جزئی در جمعیت از زمان آگوستوس است. او علت این کاهش را شرایط اقتصادی نابسامان‌تر در دوران امپراتور سوروس، و طاعون‌های شدیدی که شهر متحمل شد، به‌ویژه طاعون آنتونین از ۱۶۵ تا ۱۸۰ میلادی می‌داند.
برخی استدلال می‌کنند که این اقدامات در ترویج ازدواج و ارزش‌های خانوادگی، تثبیت جامعه روم، و کمک به دوره ای از صلح و رفاه نسبی به نام پاکس رومانا موفقیت‌آمیز بود اما برخی از مورخان اشاره کرده‌اند که قانون نخست حکم ازدواج بسیار بی‌اثر بود و فقط بخش بسیار کوچکی از جامعه روم را هدف قرار داده بود همچنین دارای نقاط ضعف زیادی بود که تقریباً غیرقابل اجرا بود. بی‌عدالتی عمومی بسیاری در این قوانین وجود داشت. این قوانین به جای پرداختن به نابرابری‌های جنسیتی و طبقاتی موجود در جامعه روم، آنها را تقویت کردند. به ویژه زنان مجازات‌های بسیار سختی را برای زنا متحمل می‌شدند، در حالی که برای مردان چنین نبود.
زنان، علیرغم پاداش‌هایی که برای بچه‌دار شدن داشتند، به دنبال راه‌هایی برای جلوگیری از بارداری بودند. یکی از عوامل محرک، میزان بالای مرگ و میر ناشی از عفونت‌های پس از زایمان یا سایر عوارضی بود که هنگام زایمان با آن‌ها مواجه می‌شدند. داروهای ضدبارداری مانند یونان با استفاده از برخی از روش‌های مشابه و توسعه روش‌های جدیدتر ساخته می‌شدند. وسعت امپراتوری روم برای آنها داروهای ضدبارداری گیاهی را به ارمغان می‌آورد. یکی از آنها گیاه منقرض شده‌ای به نام سیلیفیوم بود که در شرق لیبی می‌روئید.
آز آنجائیکه بسیاری از زنان در امپراتوری روم برای ازدواج اعضای طبقه سناتوری واجد شرایط نبودند، هم‌بالینی مشروع (روم باستان) به عنوان نوعی دور زدن قانون، رواج پیدا کرد. همخوابگی مشروع، نوعی تعهد بلند مدت و قانونی بین زوج‌هایی بود که از نظر اجتماعی هماهنگ و برابر نبودند. شاید به دلیل رواج این نوع ازدواج، وضعیت حقوقی هم‌بالینی قانونی شروع به تکامل کرد، تا آنجا که در زمان اولپیان، یک هم‌بالینی قانونی اغلب به عنوان همسر در نظر گرفته می‌شد و تنها تفاوت واقعی بین یک هم‌بالینی قانونی و زن رسمی در موقعیت اجتماعی بود. امپراتور وسپاسیان و چندین سناتور توانستند بعد از مرگ همسرانشان زنان آزادگان را به عنوان هم‌بالینی قانونی وارد زندگی خود کنند و به دلیل اجتناب از ازدواج مجدد طبق قانون مجازات نشوند. از سوی دیگر هدایایی که از طرف مرد به یک هم‌بالینی داده می‌شد قابل لغو شدن نبود. به این ترتیب چنین زنانی می‌توانستند یکی دیگر از اهداف اصلی قانون آگوستوس که میل به حفظ همه ثروت طبه سناتوری در طبقه سناتوری بود را دور بزنند. کودکانی که از یک هم‌بالینی قانونی متولد می‌شدند، اگرچه همانند یک ازدواج معمولی قانونی نبودند، اما با نامشروع نیز متفاوت بودند و پس از مدت معینی، به چنین فرزندانی حقوق ارث و حتی حق مشروعیت داده می‌شد. در نتیجه همخوابگی مشروع نوعی جانشین برای ازدواج محسوب می‌شد. به هر حال وجود چنین پدیده‌ای اجازه داد کودکانی متولد شوند که هر دو والد آنها متعلق به طبقات بالای جامعه نبودند و با این وجود این کودکان می‌توانستند به موجب رویه قانونی شدن، وارد بالاترین گروه‌های اجتماعی شوند.
قانون دیگری توسط آگوستوس تصویب شد، حکم داد که زنان محکوم به زنا می‌توانند به تن‌فروشی اجباری محکوم شوند. این قانون تا اواخر قرن چهارم به قوت خود باقی بود. قوانین منع زنا که توسط آگوستوس پیشنهاد شد؛ اساسنامه ای بود که تغییر بزرگ در دیدگاه در مورد تن‌فروش‌ها و دلالان محبت به وجود آورد. این قانون کارگران جنسی را از مجازات‌هایی که سایر شهروندان به خاطر روابط جنسی نامشروع (زنا) دریافت می‌کردند، منع می‌کرد و در نتیجه باعث جدایی بیشتر بین شهروندان عادی و روسپی‌ها شد. روسپی‌ها شهروند نبودند، و بنابراین فرزندان آنها نیز نمی‌توانستند شهروند باشند. در حالی که انتظار می‌رفت مردم عادی به شیوه‌های قدیمی‌تر و اخلاقی‌تر برگردند، روسپی‌ها و دلال‌ها اجازه داشتند به اعمال ناشایست خود ادامه دهند. آگوستوس تن‌فروشی را غیرقانونی نمی‌دانست و آن را منع نکرد. قوانین آگوستوس نمی‌توانستند به‌طور کامل میل جنسی را که منجر به زنا می‌شد از بین ببرند و برای مهار «میل جنسی غیرقابل کنترل» که اخلاق و نظم سیاسی را تهدید می‌کرد، «توماس ا.جی. مک گین» استدلال می‌کند که وجود تن‌فروشی نقش مهمی در حفظ این نظم اخلاقی داشت و از نظر رومی‌ها، این حرفه یک راه خروج جنسی برای مردان درنده خویی فراهم می‌کرد که ممکن است زنان شریف را هدف قرار داده و مورد اهانت قرار بدهد.
زوج‌های متأهلی که نمی‌توانستند بچه‌دار شوند، ناامیدی و غم مفروض‌شان با مجازات‌های قانونی تشدید می‌شد. برخی از زوج‌ها سعی کردند فرزندخوانده پیدا کنند و به این ترتیب فرزندانی در خانواده خود داشته باشند، اما سنا فرزندخواندگی را صرفاً تلاشی برای دور زدن هدف قانون نادیده می‌گرفت. برعکس، خانواده‌های دارای چند فرزند در بسیاری از موارد از مزایای مالیاتی و ارتقای موقعیت برخوردار شدند.

### انحلال
سرانجام، مجازات تجرد در زمان کنستانتین بزرگ از بین رفت و بیشتر آنها بعداً توسط امپراتوران بعدی به‌طور رسمی لغو شدند، به نحوی که در زمان امپراتوری ژوستینین یکم (دوره امپراتوری ۵۲۷–۵۶۵ میلادی) فقط اندکی از این قوانین باقی مانده بود.